# Al Hussein

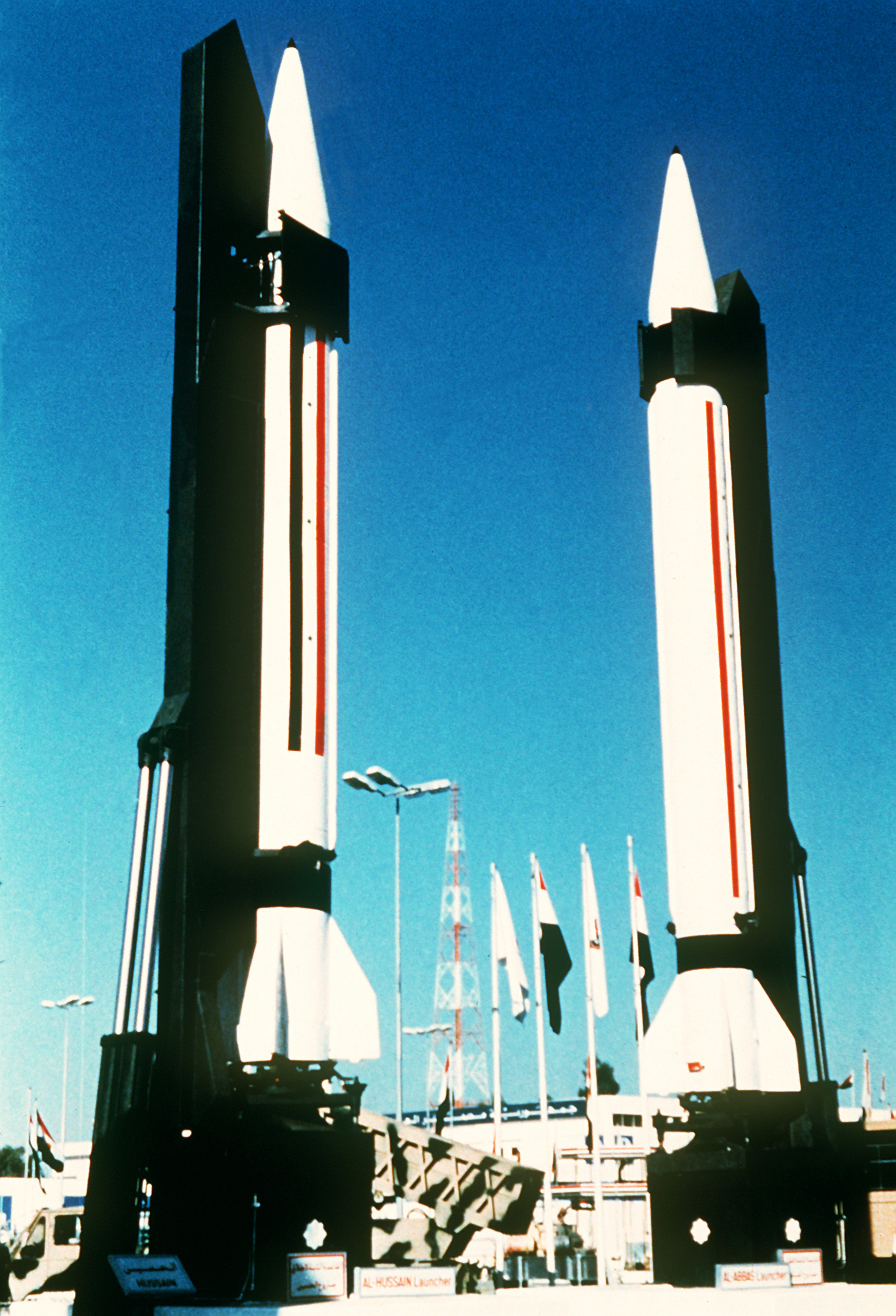
Al Hussein lors d'une exhibition à Bagdad en 1989.

Al Hussein (en arabe : الحسين) est la désignation d'un missile balistique irakien. Basé sur le Scud soviétique, il fut modifié afin d'avoir une plus grande portée. L'arme fut notamment utilisée par l'armée irakienne durant la fin de la guerre Iran-Irak à 200 exemplaires et lors de la guerre du Golfe de 1990-1991. Les missiles Al Hussein pouvaient contenir une charge de 500 kilogrammes d'explosifs (ou d'armes chimiques, biologiques ou nucléaires) et avaient une portée maximale de 644 kilomètres pouvant ainsi atteindre des cibles éloignées telles qu'en Israël ou en Arabie saoudite.

## Développement
Au cours du conflit opposant la République Islamique d'Iran à la République d'Irak, les forces de Saddam Hussein se retrouvèrent pendant plus de huit années confrontées au manque systématique d'un système de frappe tactique valable. Des lanceurs tactiques tel le 9K52 Luna-M (Code OTAN : FROG-7) d'une portée approximative de l'ordre de 70 kilomètres pour un rayon d'erreur circulaire probable (ou écart circulaire probable) de plus de 500 mètres furent employés à quelques reprises au début du conflit ; cependant ayant acquis très tôt des SS-1 (R-17 Elbrus ou Scud-B pour les Occidentaux) l'Irak fut en mesure de frapper des cibles éloignées dès le mois d'octobre 1982 avec un premier lancement sur Dezfoul le 27 du mois. Les rapports déplorèrent 21 civils tués ainsi qu'une centaine de blessés divers. Étant un système de frappe tactique de première génération, le Scud tel qu'il est couramment désigné en Occident reste une arme dotée d'une grande imprécision (du fait de son calculateur inertiel) avec un rayon d'erreur de l'ordre du kilomètre (le système est à l'origine destiné à transporter une tête nucléaire tactique où le souffle, la chaleur dégagée ainsi que la zone de contamination éliminent en grande partie l'intérêt d'un système d'arme de haute précision). Pire encore, le rayon d'action des Scud-B déçoit l'Irak qui se tourne vers l'URSS afin d'acquérir un système à la portée et précision améliorées ; la demande du président Hussein à l'Union soviétique pour la livraison de lanceurs SS-12 (TR-1 Temp/ OTAN : Scaleboard dotés d'une portée opérationnelle de 900 km et de nouveaux calculateurs inertiels ramenant la zone d'impact à une précision de 400  à   350 m) échoue. Les forces armées irakiennes se voient alors obligées de développer leur propre système de frappe lointaine directement inspiré du Scud-B et renommé Al-Hussein.
L'arme, ou « projet 1728 » bénéficiant alors d'une portée proche des 650 km, permit à l'armée irakienne de pouvoir attaquer en profondeur le territoire iranien. Pour obtenir un tel résultat la masse de la charge embarquée dut être réduite, passant de l'ogive originale de 945 kg à une charge maximale de 500 kg et cela tout en augmentant la poussée fournie par les propulseurs. Cependant le Al-Hussein gardait sa capacité d'emport multimodale, qu'elle ait été classique, chimique, biologique ou nucléaire tactique. Un rapport de l'ONU stipulait qu'aux prémices du lancement de l'opération Desert Storm, les Irakiens étaient capables de produire tous les composants principaux du système Al-Hussein (janvier-avril 1991).
À la fin du conflit, la résolution 687 du Conseil de sécurité des Nations unies interdit à l'Irak de pouvoir à nouveau déployer des systèmes de frappes tactiques d'une portée supérieur à 150 km. Pourtant depuis déjà quelques années, une arme complètement différente était à l'étude en Irak.

## Histoire opérationnelle

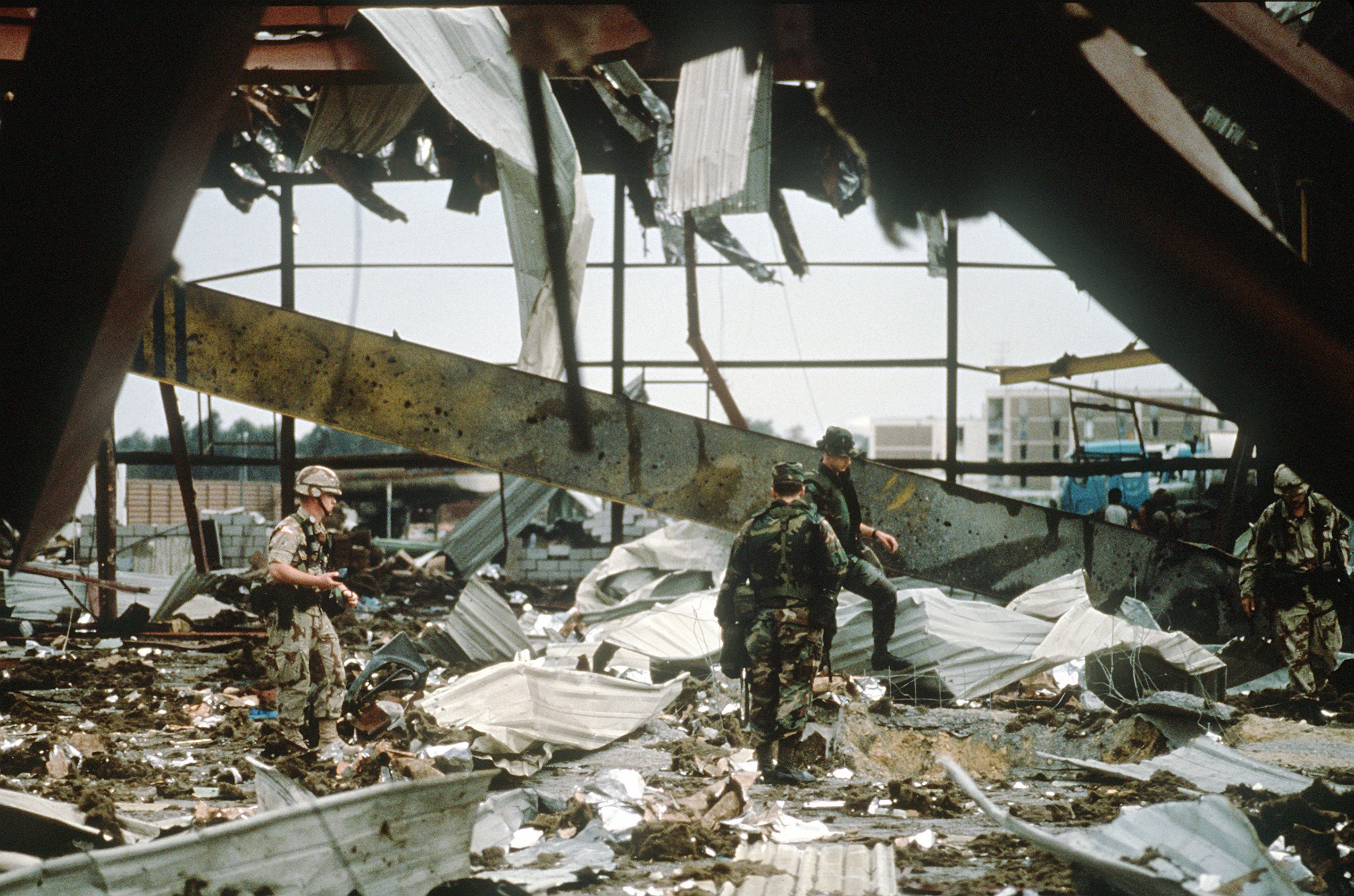
Une caserne américaine en Arabie saoudite le 26 février 1991 après l'impact d'un missile Al Hussein.

Les premières exemplaires furent produits en 1987. Plusieurs silos d'Al Hussein  à Ar-Rutbah près de la frontière avec la Jordanie furent détruits par les bombardements de précision des F-15E Strike Eagle de l'USAF dans les premières heures de l'opération Tempête du désert en janvier 1991. 70 civils saoudiens furent tués dans des attaques de missiles balistiques Al-Hussein pendant la guerre du Golfe et 42 missiles furent tirés en direction d'Israël mais 38 ratèrent leur cible et les 4 autres atterrissent en Cisjordanie.
D'un point de vue stratégique, la menace posée par les Al-Hussein ont fait que 40 % des missions des forces aériennes de la Coalition se contentèrent en la destruction de ces missiles et de leurs lanceurs, reportant l'opération terrestre d'une semaine pour cette raison.

## Fin du programme
Les exemplaires restants (61 selon le régime irakien) furent retirés ou détruits dans le cadre du désarmement irakien après les sanctions de l'ONU à l'encontre du régime de Saddam Hussein après la guerre. Nombre d'eux seraient restés toutefois en service dans l'armée irakienne, ce qui servira de casus belli (mais pas seulement) pour le déclenchement de l'opération liberté irakienne avec le développement de missiles expérimentaux Ababil-100 et Al-Samoud 2.